# Q1 Eridani
Pour les articles homonymes, voir q Eridani.
Désignations
q1 Eridani (en abrégé q1 Eri), également désignée HD 10647 et HR 506, est une étoile de la constellation de l'Éridan. Sa magnitude apparente est de 5,52, si bien qu'elle est visible à l'œil nu dans un ciel sombre. D'après la mesure de sa parallaxe annuelle par le satellite Gaia, elle est distante de ∼ 56,6 a.l. (∼ 17,4 pc) de la Terre. Elle s'en éloigne à une vitesse radiale héliocentrique de +27,7 km/s. C'est une étoile jaune-blanc de la séquence principale, un peu plus chaude et plus lumineuse que le Soleil, et qui héberge une exoplanète découverte en 2003.

## Propriétés
q1 Eridani est une étoile jaune-blanc de la séquence principale de type spectral F9V. Elle est 11 % plus massive que le Soleil et elle est plus jeune que le lui, étant estimée être âgée de 1,4 milliard d'années. Elle tourne sur elle-même à une vitesse de rotation projetée de 4,9 km/s et il lui faut autour de 10 jours pour compléter une rotation. Son activité chromosphérique apparaît modérée. Le rayon de l'étoile est 10 % plus grand que le rayon solaire, elle est 41 % plus lumineuse que le Soleil et sa température de surface est de 6 218 K.

## Système planétaire
En 2003, l'équipe de Michel Mayor a annoncé la découverte d'une exoplanète en orbite autour de q1 Eridani par la méthode des vitesses radiales, HD 10647 b (ou q1 Eridani b), lors d'un colloque à Paris. L'équipe de l'Anglo-Australian Planet Search n'a, au début, pas détecté la planète en 2004, mais une solution a été publiée en 2006. Les données de CORALIE ont fini par être publiées en 2013. La planète tourne autour de son étoile avec une orbite d'une période d'environ 989 jours (2,7 ans) et avec une excentricité de 0,15. Sa masse minimale est proche de la masse de Jupiter.
| Planète | Masse            | Demi-grand axe (ua) | Période orbitale (jours) | Excentricité | Inclinaison | Rayon |
| ------- | ---------------- | ------------------- | ------------------------ | ------------ | ----------- | ----- |
| b       | ≥ 0,94 ± 0,08 MJ | 2,015 ± 0,011       | 989,2 ± 8,1              | 0,15 ± 0,08  |             |       |

Le télescope spatial IRAS, qui observe dans l'infrarouge, a détecté un excès d'émission dans l'infrarouge en provenance de l'étoile, indiquant la possible présence d'un disque de débris en orbite. Parmi les 300 étoiles de type solaire les plus proches, le disque de q1 Eridani possède la plus grande luminosité fractionnaire de tous. S'il est inhabituellement lumineux, il n'est cependant pas inhabituellement massif, la limite inférieure de sa masse étant de 8 M⊕.
L'inclinaison du disque est relativement élevée et il est asymétrique, s'avérant plus étendu en direction du nord-est qu'en direction du sud-ouest. Son bord intérieur est à une distance de 34 ua de l'étoile et son bord extérieur à 134 ua. Le bord intérieur est net, ce qui suggère l'existence d'une planète qui sculpte cette limite franche. HD 10647 b, avec un demi-grand axe d'environ 2 ua, est bien trop proche pour en être responsable. D'autres planètes qui n'ont pas encore été détectées pourraient ainsi en être à l'origine.
Il existe également des indices de l'existence d'une autre ceinture plus chaude et plus proche, semblable à la ceinture d'astéroïdes, qui serait située de 3 à 10 ua de l'étoile.